# 홍길동 도사학교
"홍길동 도사학교"는 대한민국의 SF 코미디 영화 시리즈이다. 슈퍼 홍길동 시리즈 완결편(8편)이자 비디오용이면서 상.하로 나뉘어진 5편부터 7편까지 합성한 영화이며 이 탓인지 실질적인 완결편은 7편(뚱녀도사와 홍길동)이라 할 수 있고 뒷날 극장용인 1~4편과   비디오용이자 상.하로 나뉘어진 5~7편을 묶어 10편짜리 비디오로 재출시됐는데 5편은 5~6편, 6편은 7~8편, 7편은 9~10편(완결)로 분리됐다.

## 상영 정보
- 비디오출시 : 1993년 3월 19일 (VHS, 범프로덕션)(1부,2부)

## 등장인물
- 이봉원
- 김정식

## 제작진
- 감독, 각본 : 김춘범
- 촬영 : 신명의
- 조명 : 김석진
- 기획 : 최기풍
- 제작총지휘 : 김춘범
- 음악 : 이철형
- 편집 : 조기형